# Cúmul del pessebre
Messier 44, també conegut amb els noms de Cúmul del Pessebre, Praesepe (del seu nom en llatí), M44 o NGC 2632, és un cúmul obert de la via Làctia en la constel·lació de Càncer. El cúmul fou identificat per Àratos de Soli en el 260 aC i també fou obervat per Galileu en 1610 qui va poder distingir per primera vegada les estrelles individuals que el componen.
M44 està situat a una distància de 577 anys llum. La seva edat s'estima en uns 730 milions d'anys. Un dels seus components més brillants és l'estrella Epsilon Cancri, coneguda també com a 41 Cancri. Inicialment el nom de ε Cancri es va utilitzar per a tot el cúmul. El cúmul té una magnitud global de 3.7 i apareix a l'observació com una zona de lluminositat difusa cobrint 95 minuts d'arc. Conté gran quantitat d'estrelles variables pulsants del tipus Delta Scuti, cap de les quals és fàcil d'observar pels aficionats. Entre les més de 200 estrelles que s'hi poden trobar, hi ha gegants vermelles i nanes blanques. Pels voltants i fins i tot dintre del mateix cúmul, encara que situades molt més lluny que qualsevol de les seves estrelles, pot contemplar-se un petit cúmul de galàxies disperses no gaire brillants ni grans: formen part del conjunt Coma-Lleó. Amb una lluentor feble, poden ser observades fàcilment per qualsevol telescopi mitjà equipat amb una càmera CCD o fins i tot amb fotografies de llarga exposició. Alguns exemples són NGC 2637 o IC 2388.

## Observació
M44 es pot observar a ull nu gràcies a la seva magnitud total de 3,7, encara que les seves estrelles són massa febles per a ser observades a ull nu. El cúmul es mostra com una nebulositat que cobreix una àrea de 95 minuts d'arc. Amb binoculars es poden resoldre un gran nombre d'estrelles. El cúmul es mostra magnífic amb un telescopi de 150 mm. Amb freqüència tant la Lluna com els planetes es mouen sobre la zona del M44 (Saturn es va desplaçar lentament entre les seves estrelles a inicis de juny de 2006); no és infreqüent que algun feble asteroide transiti, lentament, entre les seves diferents components.